# کاظم رجوی
کاظم رجوی (زاده ۱۹ بهمن ۱۳۱۲ در طبس – درگذشته ۴ اردیبهشت ۱۳۶۹ در کوپه) عضو شورای ملی مقاومت ایران و برادر مسعود رجوی بود که در سوئیس ترور شد.
کاظم رجوی دارندهٔ دکترای حقوق از فرانسه، عضو هیئت علمی انستیتوی عالی حقوق بین‌الملل دانشگاه ژنو و استاد همان دانشگاه بود. کاظم رجوی از سال ۱۳۳۶ تا ۱۳۴۷ مقیم فرانسه بود سپس در سوئیس اقامت گزید و پناهندگی سیاسی گرفت.

## فعالیت‌ها
زمانی که مسعود رجوی در سال ۱۳۵۰ دستگیر و به اعدام محکوم شد، کاظم رجوی با تشکیل یک کمپین بین‌المللی توانست حکم او را به حبس ابد کاهش دهد و از اعدام او جلوگیری کند.
وی نخستین نمایندهٔ ایران در دفتر سازمان ملل متحد در ژنو پس از انقلاب ۱۳۵۷ بود. اما کمی پس از انتصابش به این سمت در اعتراض به آنچه سیاست‌های سرکوبگرانه و فعالیت‌های تروریستی حاکمیت مذهبی ایران خوانده بود، استعفا داد. پس از آن به فعالیت خود علیه اعدام‌های دسته جمعی و بازداشت‌های خودسرانه و شکنجه شدت بخشید.
او در جایی گفته بود:«ما تاریخ حقوق بشر را با خون خود می‌نویسیم»

## ترور

### چگونگی
کاظم رجوی در ۴ اردیبهشت ۱۳۶۹ (۲۴ آوریل ۱۹۹۰) در نزدیکی خانه‌اش در کوپه در نزدیکی ژنو دقایقی پیش از ظهر هدف گلوله قرار گرفت و جان سپرد. بر پایه گزارش واشینگتن پست در سال ۱۹۹۳ ترور کاظم رجوی شاید روشن‌ترین مورد ارتباط با تهران را ارائه می‌دهد.
بررسی‌های انجام گرفته، نشان دادند که برخی سران حکومت ایران در طراحی این سوء قصد دست داشتند. در حکم بین‌المللی جلب خاطر نشان شده‌است: بررسی‌ها روشن ساختند که اعدام کاظم رجوی با دقت تمام طراحی شده بود. تیم‌های کماندویی یکبار در اکتبر ۱۹۸۹، سپس در اواخر ژانویه و اوایل فوریه ۱۹۹۰ و نهایتاً از ۱۰ تا ۲۴ آوریل ۱۹۹۰ به سوئیس آمده بودند. در طی واپسین مرحله، عاملان پیش از اینکه وارد عمل شوند قربانی خود را تحت نظر گرفتند و برای اینکار در نوبت‌های مختلف اتومبیل‌هایی را در ژنو و در لوزان کرایه نمودند. عاملان توانستند در ساعاتی پس از قتل از سوئیس بگریزند. از آن زمان جستجوی آن‌ها ادامه دارد و احکام جلب بین‌المللی صادر شده‌است.

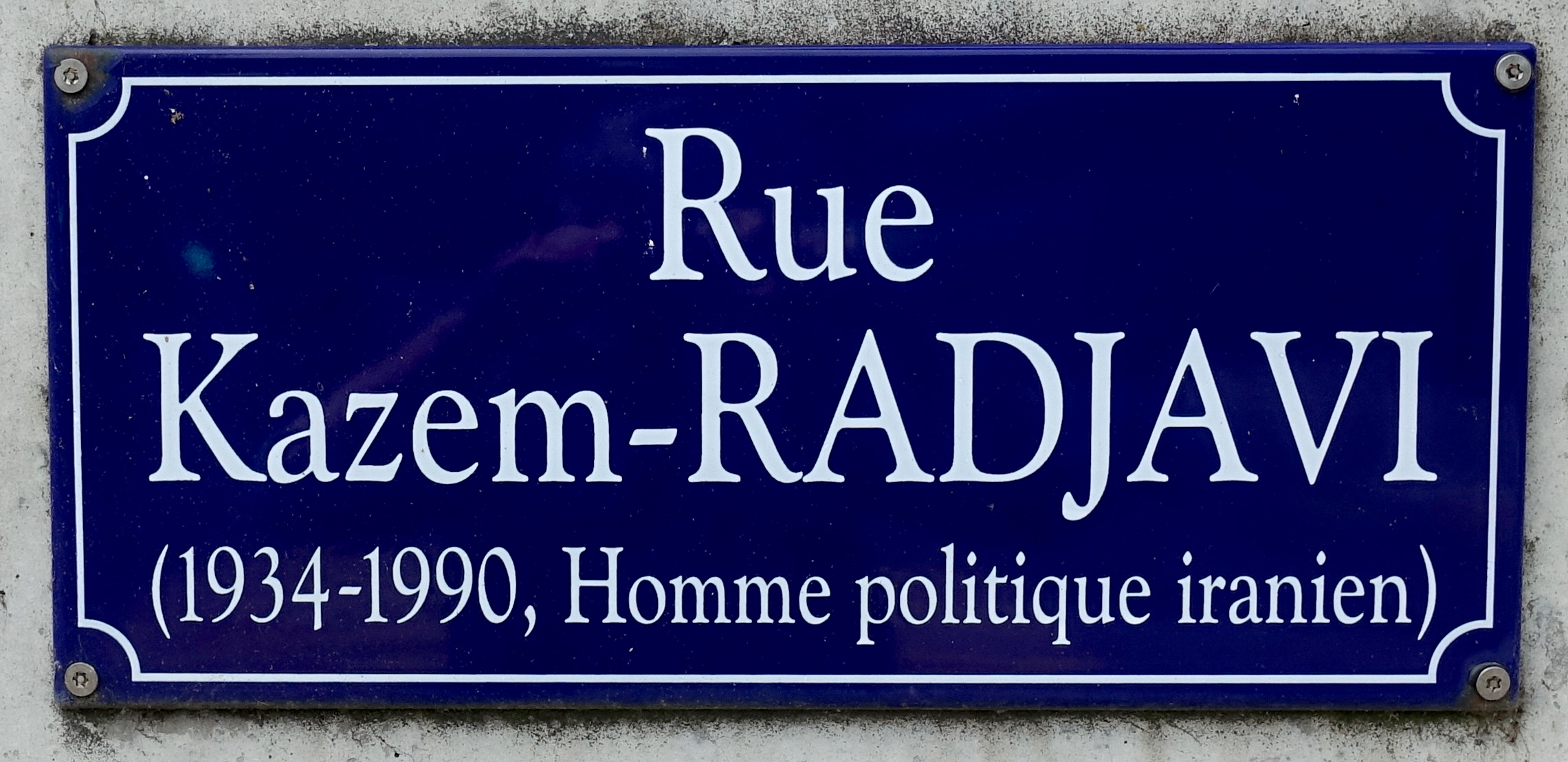
تابلوی خیابان «کاظم رجوی» در ژنو

### پیگرد عاملان
در پیگرد عاملان ترور، ژان زیگلر عضو کمیتهٴ مشورتی شورای حقوق‌بشر ملل متحد، پس از ترور کاظم رجوی در پارلمان سوئیس مطرح کرد: «در ۲۴ آوریل ۱۹۹۰ در کوپه سوئیس، استاد کاظم رجوی کشته شد. سیزده قاتل ایرانی با گذرنامه دیپلماتیک در این جنایت شرکت داشتند. مقامات سوئیسی که نگران روابط تجاری خوب خود با تهران بودند، در تعقیب قاتلان بسیار مردد بودند. شورای فدرال قصد دارد چه اقدامات فوری انجام دهد تا رژیم تهران در نهایت به درخواست‌ کمک حقوقی سوئیس پاسخ دهد؟»
سوئیس در بررسی این پرونده از احتمال دخالت چند تن از مقامات حکومت ایران در این قتل همراه با انتشار نام ۱۴ نفر مظنون خبر داد که در ادامه به صدور حکم جلب بین‌المللی علی فلاحیان، وزیر اطلاعات پیشین ایران، در سال ۲۰۰۶ به اتهام قتل انجامید. با این حال دفتر دادستانی کانتون وو، ناحیه‌ای در باختر سوئیس، در ۲۹ مه ۲۰۲۰ اعلام کرد که پرونده، مشمول قانون مرور زمان شده و بررسی‌ها به‌زودی متوقف و پرونده بسته خواهد شد مگر وکلا تا پیش از روز ۱۷ ژوئن ۲۰۲۰ به صورت رسمی هر ملاحظاتی را ثبت کنند.
این تصمیم دادستانی سوئیس با اعتراض شدید شورای ملی مقاومت ایران مواجه شد و با صدور بیانیه‌ای آن را محکوم نموده و خواستار بازماندن پرونده شد. این شورا همچنین در ارتباط با این پرونده خواستار صدور حکم جلب بین‌المللی سید علی خامنه‌ای، حسن روحانی دبیر وقت شورای عالی امنیت ایران و علی‌اکبر ولایتی وزیر خارجه وقت شد.
در اوت ۲۰۲۰ وزارت امور خارجه ایالات متحده آمریکا صدور روادید برای ۱۴ ایرانی و خانواده آنها را به اتهام ترور و نقض حقوق بشر ممنوع کرد. ۱۳ نفر از این افراد با ترور کاظم رجوی مرتبط بودند. نام این افراد اعلام نشده‌است.

### به جریان افتادن دوباره پرونده
در تاریخ ۹ سپتامبر ۲۰۲۰،  دادستانی استان وو طی نامه‌ای به جانشین دادستان کل کنفدراسیون سوئیس تصمیم خود مبنی بر باز کردن مجدد پرونده قتل کاظم رجوی و ارائه آن به دادستانی کل کنفدراسیون سوئیس را اعلام کرد. بنابر نامه فوق رسیدگی مجدد به این پرونده در چارچوب نسل‌کشی و جنایت علیه بشریت خواهد بود.

### نامه به معاون دادستان کل کنفدراسیون سوئیس
دادستان کانتون وو در نامه‌ای به معاون دادستان کل کنفدراسیون سوئیس پیشنهاد کرد که ترور کاظم رجوی باید به عنوان یک پرونده جنایت علیه بشریت و نه فقط به عنوان یک قتل معمولی بررسی شود؛ بنابراین او پیشنهاد داد که پرونده به دادستان کل منتقل شود، زیرا نسل‌کشی و جنایت علیه بشریت منحصراً در صلاحیت کنفدراسیون سوئیس است. در ماه آوریل، ده سیاستمدار و شخصیت در ژنو مقاله‌ای را در تریبون دو ژنو امضا کردند که در آن معافیت از مجازات در پرونده رجوی مورد انتقاد قرار گرفته‌است و ژان زیگلر گفت که بسته شدن این پرونده به منزله «معافیت از مجازات قاتلان در خاک سوئیس» محسوب می‌شود.